# Aggregatibacter aphrophilus
Espèce
Aggregatibacter aphrophilus est une espèce de bactéries gram négatives de la famille des Pasteurellaceae.

## Historique
L'espèce Aggregatibacter aphrophilus a débord été décrite en 1940 par Omar Khairat comme une nouvelle espèce d'Haemophilus responsable d'un cas fatal d'endocardite et publiée sous le nom de Haemophilus aphrophilus,.

## Description
Lors de sa description initiale de 1940, l'organisme est caractérisé comme disposant des mêmes requis en Facteur V et facteur X que l'espèce Haemophilus canis c'est-à-dire que la bactérie est capable de synthétiser le facteur V mais nécessite la présence de facteur X pour sa croissance.

## Pathogénicité
Dès sa première description, cette espèce a été impliquée dans des pathologies humaines à commencer par une endocardite fatale accompagnée d'une pharyngite à Staphylococcus aureus survenue à l'University College Hospital de Londres. Les signes cliniques de ce cas incluent des douleurs musculaires, du sang dans les urines et une albuminurie élevée, de la fièvre et une anémie persistante jusqu'au décès ainsi qu'une bactériémie. La bactérie Haemophilus aphrophilus a été isolée à quatre reprises dans le sang de la patiente.

## Taxonomie
Le nom correct complet (avec auteur) de ce taxon est Aggregatibacter aphrophilus (Khairat 1940) Nørskov-Lauritsen & Kilian 2006. Ce nouveau nom a été validé par le Comité international de systématique des procaryotes et publié en 2006.
Aggregatibacter aphrophilus a pour synonymes :
- Haemophilus aphrophilus Khairat 1940
- Haemophilus paraphrophilus Zinnemann et al. 1968

### Étymologie
L'étymologie de cette espèce est la suivante : a.phro.phi.lus. Gr. masc. n. aphros, mousse; N.L. adj. philus -a -um, ami, aomant; du Gr. adj. philos -ê -on, aimant; N.L. masc. adj. aphrophilus, aimant la mousse.